# Kiss Land (canção)
Kiss Land é uma canção do cantor e compositor canadense The Weeknd, parte do seu álbum de estúdio de estreia Kiss Land (2013). Seu lançamento ocorreu em 17 de maio de 2013, através da XO e Republic Records. Após o lançamento, recebeu inúmeras avaliações positivas, apreciando a progressão entre os trabalhos anteriores do artista. Apesar de ter sido programada como o single principal do álbum, a canção "Belong to the World" foi lançada como single de estreia em 16 de julho de 2013. Em 25 de junho de 2013, houve o lançamento do videoclipe que continha atrizes pornô como London Keyes, Asphyxia Noir e Bonnie Rotten. O clipe é considerado NSFW devido ao conteúdo explícito, mas há uma versão censurada da canção.

## Antecedentes
Em 2011, The Weeknd lançou as mixtapes House of Balloons, Thursday e Echoes of Silence. No ano seguinte, lançou uma compilação, Trilogy, contendo seus três projetos em uma versão inédita. The Weeknd começou a trabalhar em seu primeiro álbum estúdio 2013, revelando o título e a capa do álbum em 17 de março. ref>Dharmic X (17 de março de 2013). «The Weeknd Announces That His New Album Will Be Titled "Kiss Land"». Complex. Consultado em 19 de maio de 2013</ref>
A canção foi produzida por Silkky Johnson, conhecido por trabalhar ao lado de ASAP Mob e Lil B. A primeira metade da canção é uma adaptação de um trabalho já feito com Min Attrakionz, intitulada de "Nothin' Gonna Change", da mixtape 808s & Dark Grapes II. "Kiss Land" foi lançada na iTunes Store em 17 de maio de 2013. Com duração de 7 minutos, contém um trecho de "La Ritournelle", do músico francês Sébastien Tellier. A canção foi co-produzida por DannyBoyStyles, The Weeknd e Jason "DaHeala" Quenneville. A primeira seção da música divide questões ligadas ao sexo, enquanto a segunda metade aborta tópicos referentes ao alcoolismo.

## Recepção crítica
Após o lançamento, "Kiss Land" recebeu aclamação da crítica especializada. Lauren Nostro, da revista Complex, elogiou o crescimento de The Weeknd como artista, ressaltando que continuava a "refinar" o trabalho de sua "estética definida". Britanny Lewis, do portal Global Grind, descreveu a canção como "hipnótica", enquanto Carl Williott do Idolator achou o grito feminino da canção como "uma forma de levar a alturas absurdas". Rob Markman, da MTV News, sentiu que "Kiss Land" havia compartilhado uma estrutura semelhante aos trabalhos anteriores de The Weeknd, mas ainda assim sugeriu que, com o lançamento do canção, muito seria revelado a respeito do "homem misterioso da musica". O canal VH1 da Índia deu uma nota 7 de 10 para o clipe, ressaltando a "sequência impressionante de The Weeknd em uma maré musical enigmática".

## Posições
| Tabela musical (2013) | Melhor posição |
| --------------------- | -------------- |
| Coreia do Sul (Gaon)  | 195            |